# Blutiger Schnee (1943)
Blutiger Schnee ist ein US-amerikanischer Kriegsfilm aus dem Jahr 1943 mit Errol Flynn in der Hauptrolle. Raoul Walsh inszenierte den Film für Warner Bros. nach einer Erzählung von Leslie T. White.

## Handlung
Saboteure werden von einem deutschen U-Boot an der Küste Kanadas abgesetzt. Die Gruppe, unter dem Kommando von Oberst von Keller, gerät in eine Lawine. Nur von Keller überlebt das Unglück. Corporal Wagner von der Royal Canadian Mounted Police nimmt von Keller fest. Überrascht stellt von Keller fest, dass Wagner die deutsche Sprache versteht. Es stellt sich heraus, dass Wagners Vorfahren aus Deutschland stammen. Von Keller versucht, Wagner zur Hilfe zu bewegen. Doch Wagner bringt den Oberst in ein Kriegsgefangenenlager. Von Keller versammelt andere deutsche Soldaten um sich und unternimmt einen Ausbruch.
Wagner gerät unter Verdacht der Zusammenarbeit mit Nazi-Spionen und wird vor ein Kriegsgericht gestellt. Ernst Willis, ein deutscher Spion, verhilft Wagner zur Flucht, weil er einen Führer durch die kanadische Wildnis braucht. Mit dem Zug reisen die beiden nach Norden. Ein Mountie versucht, mit Wagner Kontakt aufzunehmen, wird aber von Willis getötet. Wagner wird zu von Keller gebracht und überzeugt diesen von seiner Loyalität. Hinzu kommt, dass seine Verlobte, Laura McBain, von den Deutschen als Geisel gehalten wird. Wagner schafft es, seinem Hauptquartier Nachricht von den Sabotageplänen zu übermitteln.
Wagners Kollege Jim Austin verfolgt die Spuren der Deutschen. Er wird jedoch entdeckt und getötet. Auch Willis und ein indianischer Helfer kommen zu Tode. Die Truppe erreicht einen Minenschacht, in dem heimlich Materialien zum Zusammenbau eines Bombers gelagert werden. Man kann den Bomber zusammenbauen und starten. Ziel des Fluges ist der Wasserweg zwischen USA und Kanada. Hier sollen die Nachschubwege der Alliierten bombardiert werden. Wagner hat es geschafft, heimlich an Bord des Bombers zu gelangen und die Crew zu eliminieren. Vor dem Absturz kann er mit einem Fallschirm abspringen. Zwar wird er verletzt, doch kann er sich in Sicherheit bringen. Laura und er können später heiraten.

## Kritik
Das Lexikon des internationalen Films bezeichnet den Film als „perfekt inszeniertes ‚Kriegsabenteuer‘, das sich jedoch auf die wirklichkeitsfremde Montage bekannter Versatzstücke beschränkt.“
Bosley Crowther von der New York Times bemängelte, dass die Story schlampig und ohne ersichtliche Überzeugungskraft erzählt werde. Die Action sei geziert und theatralisch. Insgesamt erscheine der Film, der viele Außenaufnahmen hat, wie in einem überheizten Raum gedreht.

## Hintergrund
Der Film wurde am 13. November 1943 uraufgeführt. In Deutschland wurde er im Februar 1977 erstmals gezeigt und zwar im Rahmen der ARD-Reihe Hollywood und die Nazis in der Originalfassung mit deutschen Untertiteln. Später wurde auch eine deutschsynchronisierte Fassung ausgestrahlt.
Der spätere Literaturnobelpreisträger William Faulkner trug ohne Nennung im Vorspann zum Drehbuch bei.
John Forsythe, in der Rolle eines Corporals, gab hier sein Leinwanddebüt. In einer kleinen Nebenrolle als Indianer ist Jay Silverheels zu sehen. Regisseur der Second Unit war Don Siegel. Technischer Berater war Alf Engen, der in den 1930er Jahren mehrere Weltrekorde im Skispringen aufstellte und im Film einen der Nazi-Saboteure spielte.
Errol Flynn wurde zu der Zeit stark dafür kritisiert, in Kriegsfilmen den Helden zu spielen. Flynn, der erfolglos versucht hatte, in der Armee zu dienen, war aus Gesundheitsgründen als untauglich gemustert worden. Trotz seiner Probleme (Malaria, Rückenleiden, Herzprobleme) spielte er in Filmen wie Aufstand in Trollness, Dive Bomber, Der Held von Burma und Auf Ehrenwort.